# Скісний розподіл
У теорії ймовірностей скісний розподіл (англ. Slash distribution) — це розподіл ймовірностей стандартної нормальної змінної, поділений на незалежну стандартну рівномірну змінну.  Іншими словами, якщо випадкова величина Z має нормальний розподіл з нульовим середнім і одиничну дисперсію, випадкова величина U має рівномірний розподіл на [0,1], а Z і U статистично незалежні, тоді випадкова величина X = Z/U має скісний розподіл. Скісний розподіл є прикладом розподілу частки. Розподіл було запроваджено Вільямом Г. Роджерсом та Джоном Тьюкі у статті, опублікованій у 1972 році .
Функція густини скісного розподілу
{\displaystyle f(x)={\frac {\varphi (0)-\varphi (x)}{x^{2}}}.}
де {\displaystyle \varphi (x)} – густина стандартного нормального розподілу. Частка не визначена в точці x = 0, але розрив усувний:
{\displaystyle \lim _{x\to 0}f(x)={\frac {\varphi (0)}{2}}={\frac {1}{2{\sqrt {2\pi }}}}}
Найпоширенішим використанням скісного розподілу є дослідження симуляцій. У цьому контексті даний розподіл корисний тим, що він має важчі хвости, ніж нормальний розподіл, але він не настільки вадний (патологічний), як розподіл Коші.